# Popia Góra (szczyt)
Popia Góra (ok. 705 m) – szczyt w Paśmie Radziejowej w Beskidzie Sądeckim.
Znajduje się w bocznym grzbiecie odbiegającym od Kuniego Wierchu na południe, następnie na zachód. Na Górze Wysokiej grzbiet ten znów zmienia kierunek na południowo-zachodni i poprzez Popią Górę opada do potoku Sopotnickiego. Popia Góra oddziela dolinę potoku Sopotnickiego od doliny jego bezimiennego dopływu. Popia Góra jest porośnięta lasem, tylko u jej zachodnich podnóży w dolinie potoku Sopotnickiego są trawiaste obszary osiedla Kunie, należącego do Szczawnicy w województwie małopolskim, w powiecie nowotarskim. Cała Popia Góra znajduje się w granicach tego miasta.